# Lipănești
Lipănești es una comuna en el distrito de Prahova, Muntenia, Rumania, formada por los pueblos de Lipănești (residencia), Satu Nou, Şipotu y Zamfira.
Esta comuna está ubicada en la orilla izquierda del río Teleajen, al noroeste de la ciudad de Boldești-Scăeni. Está atravesado por la carretera nacional DN1A, que conecta Ploiești con Brașov a través de Vălenii de Munte. Desde aquí, cerca de Lipănești, parte la carretera comarcal DJ217, que pasa por al lado del monasterio de Zamfira y continúa hacia la localidad de Dumbrăvești. El ferrocarril que une la estación Ploiești Sud con estación Măneciu también pasa por la comuna, que cuenta con el apeadero de Lipănești.

## Demografía
La composición étnica de la comuna de Lipănești
- rumanos (96,6 %)
- romaníes (1,2 %)
- Desconocido (2,12 %)
- Otra etnia (0,05 %)

## La composición confesional de la comuna de Lipănești
- Ortodoxos (94,64 %)
- Pentecostales (1,69 %)
- Desconocido (2,29 %)
- Otra religión (1,35 %)

Según el censo realizado en 2011, la población de la comuna de Lipănești asciende a 5.308 habitantes, un aumento en comparación con el censo anterior de 2002, cuando se registraron 5.068 de habitantes. La mayoría de los habitantes son rumanos (96,61%), con una minoría de gitanos (1,21%). Para el 2,13% de la población, se desconoce el origen étnico. Desde el punto de vista religioso, la mayoría de los habitantes son ortodoxos (94,65%), con una minoría de pentecostales (1,7%). Para el 2,3% de la población se desconoce la afiliación religiosa.

## La composición del consejo municipal
La comuna de Lipănești está administrada por un alcalde y un consejo local compuesto por 15 concejales. El alcalde, Robert Viorel Nica del Partidul Național Liberal, ocupa el cargo desde 2004 . A partir de las elecciones locales de 2020, el consejo local tiene la siguiente composición por partido político:
- Partido Nacional Liberal = 8 concejales
- Partido Social Demócrata = 7 concejales

## Historia
En el pasado, sus aldeas formaban parte de la comuna de Boldești, siendo el pueblo de Lipănești su residencia.
La comuna de Lipănești se estableció en la década de 1940, al separar las aldeas de Lipănești, Şipotu y Satu Nou de la comuna de Boldești, condado de Prahova. En 1950, fue incluido en el siendo incluida distrito de Ploiești, condado de Prahova, y luego (después de 1952) en la región de Ploiești . En 1968, cuando se restableció el condado, la comuna fue reubicada en el condado de Prahova, y también recibió la aldea de Zamfira (que anteriormente pertenecía a la comuna de Măgurele).

## Monumentos históricos

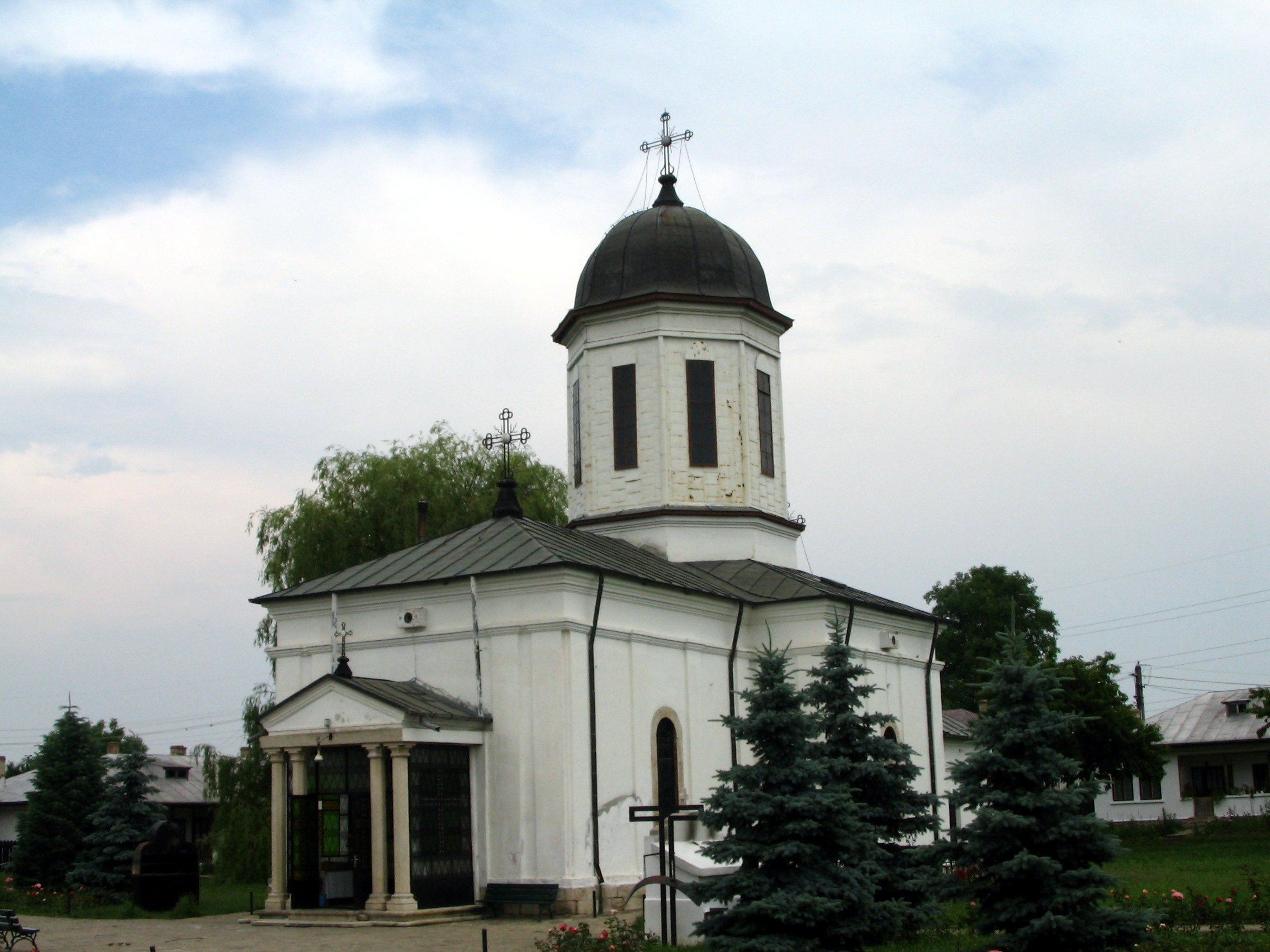
Iglesia "Ascensión del Señor" y "Santo Nifon" del monasterio de Zamfira

En la comuna de Lipănești se encuentra el monasterio de Zamfira (1855 – 1857), monumento histórico arquitectónico de interés nacional, complejo ubicado en el pueblo de Zamfira y formado por la iglesia "Ascensión de Dios" y "San Nifon"-Mare (cuya pintura fue realizado por Nicolae Grigorescu ), y la iglesia de la "Santísima Trinidad" (1743) en el cementerio. También en la zona del monasterio, frente a la iglesia de la "Santísima Trinidad", se encuentra la bodega del caserón del siglo XVII, hoy almacén.